# Salomée Halpir
Salomée Halpir, auch Regina Salomea Pilsztynowa (geborene Rusiecka 1718 bei Nawahrudak, gestorben nach 1763), war eine polnische Medizinerin und Augenärztin. Sie erhält oft den Titel der ersten Ärztin des Großfürstentum Litauens.

## Name
Salomée Halpir ist unter einer großen Zahl von Namen bekannt. Ihr Vorname Salomée wird oft auch als Salomea, Salome oder Salomėja geschrieben. In ihren Memoiren schreibt sie sich selbst als Salomea, aber sie unterschrieb die Widmung als Regina. Ihr Mädchenname wird als Rusiecki, Rusiecka, Ruseckaitė oder auch Rusieckich geführt. Durch ihre erste Ehe mit dem Arzt Jacob Halpier trug sie den Nachnamen Halpir, auch Halpirowa. Nach ihrer zweiten Ehe war ihr Nachname Pilstein, Pilsztyn, Pilsztynowa, Pilštyniova oder Pichelstein. Diesen Namen behielt sie auch nach der Scheidung von ihrem zweiten Ehemann bei. Bei der Widmung ihrer Memoiren verwendete sie einen vierten Nachnamen Makowska. Es wurde vermutet, dass es sich um den Nachnamen ihres dritten Mannes handelt, aber die Herkunft dieses Nachnamens ist unbekannt.

## Leben und medizinische Karriere
Halpir wurde in der Nähe von Nawahrudak, Großfürstentum Litauen, als Tochter von Joachim Rusiecki geboren. Ihre Familie gehörte dem niederen Adel an. Im Alter von 14 Jahren wurde sie mit dem deutschen Augenarzt Dr. Jacob Halpir verheiratet. Das Paar zog nach Konstantinopel. Dort arbeitete Dr. Halpir als Mediziner und hatte eine große Zahl von Patienten, während er sich in einem Verdrängungswettbewerb durch jüdische und muslimische Ärzte behaupten musste. Trotzdem oder vielleicht weil sie eine schlecht ausgebildete Christin in einem islamischen Land war, wurde sie von ihrem Mann angelernt und assistierte ihm bei seinen Operationen. Dabei wurde sie selbst zu einer versierten Ärztin mit dem Schwerpunkt Katarakt-Operationen. Als Frau war es ihr möglich, viele weibliche Patienten zu finden, zudem unterlag sie als Ausländerin nicht den islamischen Traditionen, die die Freiheit von Frauen stark einschränkten. Sie erhielt nie eine akademische Ausbildung als Medizinerin.
Nach einer Krankheit verstarb ihr Ehemann Jacob Halpir und sie blieb mit der zweijährigen Tochter Constance zurück. Nach seinem Tod unternahm Halpir eine ausgedehnte Reise durch Europa. Während des Russisch-Österreichischen Türkenkriegs von 1735 bis 1739 kaufte sie vier österreichische Kriegsgefangene. Drei von ihnen wurden durch Verwandte freigelassen, während der vierte, Fähnrich Pilstein, ihr zweiter Ehemann wurde. Sie reisten nach Polen. Dort wurde ihr Ehemann von Michał Kazimierz Radziwiłł in den Stand eines Offiziers erhoben und ihr wurde in Njaswisch die Stelle einer Ärztin angeboten. Harpin reiste nach Saint Petersburg, wo sie für die Freilassung einiger türkischer Kriegsgefangener sorgte. Sie erhielt dort Zugang zum kaiserlichen Hof und traf Kaiserin Anna von Russland und die zukünftige Kaiserin Elisabeth von Russland. Nach mehreren Monaten in Russland kehrte sie nach Polen zurück und ließ sich von ihrem zweiten Ehemann, mit dem sie zwei gemeinsame Söhne hatte, scheiden. Sie beschuldigte ihn des Ehebruchs, des Vergiftungsversuchs und der Erpressung.
Nach der Scheidung zog sie nach Wien. Dort verliebte sich József Rákóczi, der Sohn von Franz II. Rákóczi, in sie, aber sie lehnte seinen Heiratsantrag ab. Halpir hatte eine Beziehung zu einem sieben Jahre jüngeren polnischen Adligen, der ihren Reichtum ausnutzte und den sie beschuldigte, für den Hungertod ihres Sohnes verantwortlich zu sein. Danach kehrte sie zurück nach Konstantinopel und wurde die Ärztin der Frauen im Harem von Mustafa III. Bis vor kurzem war ihr Schicksal nach 1760, als sie ihre Memoiren fertigstellte, unbekannt. Dariusz Kołodziejczyk fand heraus, dass sie im Jahr 1763 als Ärztin im Harem des Khans in Bachtschyssaraj auf der Krim angestellt war. Dort diente sie zugleich als Informantin des russischen Konsuls Aleksandr Nikiforov.

## Autobiographie

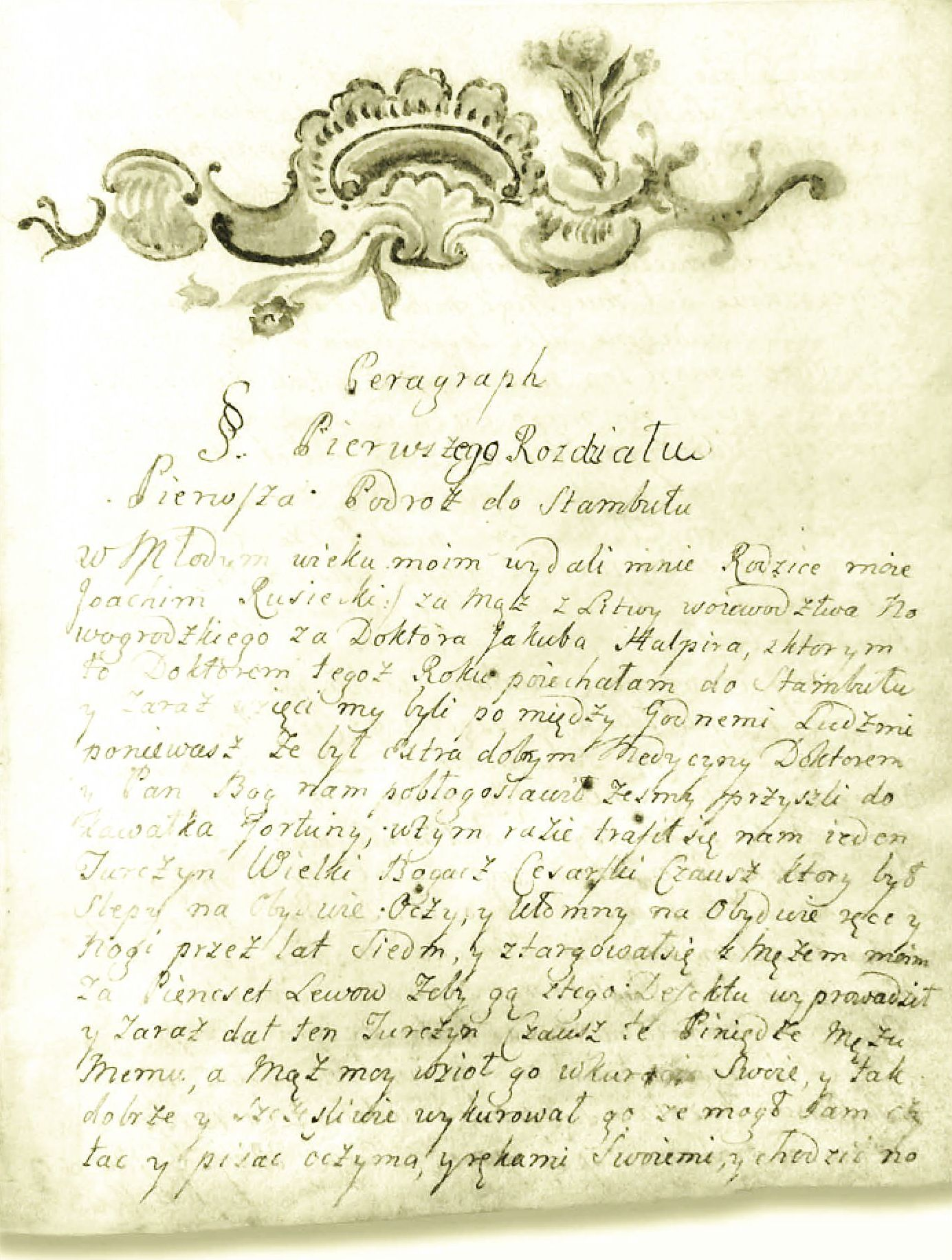
Die erste Seite ihrer Memoiren

Halpirs 388-seitige Autobiographie wurde von dem polnischen Historiker Glatman im Czartoryski-Museum entdeckt. Die Memoiren wurden als Proceder podróży i życia mego awantur (dt. Reisen und Abenteuer meines Lebens) 1957 in Polen veröffentlicht. Einige der Ereignisse in den Memoiren scheinen weit hergeholt und unplausibel. Zum Beispiel beschrieb sie, wie ihr Bein aufgrund eines magischen Omens schlaff und sichtbar kürzer wurde. Daher ist die biografische Genauigkeit ihrer Memoiren umstritten, und einige Forscher ziehen es vor, sie eher als Fiktion denn als sachliche Autobiografie zu behandeln.

## Nachleben
Judy Chicago widmete ihr eine Inschrift auf den dreieckigen Bodenfliesen des Heritage Floor ihrer Installation The Dinner Party. Die mit dem Namen Salomée Halpir beschrifteten Porzellanfliesen sind dem Platz mit dem Gedeck für Elizabeth Blackwell zugeordnet.